# Flora (Tizian)
Flora är en oljemålning av den italienske renässanskonstnären Tizian. Den målades 1515–1517 och är utställd i Uffizierna i Florens.
Målningen tros föreställa Flora, blommornas och vårens gudinna i romersk mytologi. Här skildras hon som en vacker sensuell kvinna med drömsk blick och blommor i sin hand. Titeln "Flora" är känd sedan 1600-talet då Joachim von Sandrart gjorde en gravyr av målningen med detta namn. Tavlan ingår i en serie idealiserande kvinnoporträtt i halvfigur som Tizian målade i mitten av 1510-talet (se galleri nedan). 
Målningen tillhörde Alfonso Lòpez fram till 1641. Han var en affärsman och kardinal Richelieus ambassadör i Amsterdam. Sannolikt såg Rembrandt tavlan hos honom och inspirerades att porträttera sin hustru Saskia Uylenburgh som Flora, dock inte lika lättklädd som i Tizians version. Den hamnade därefter i ärkehertig Leopold Vilhelm av Österrikes stora konstsamling. Efter hans död fanns den kvar i Habsburgs ägo till 1793 då den byttes mot en annan målning i Uffizierna. 

## Relaterade målningar

Tizian, Kvinna med en spegel (cirka 1515), Louvren.
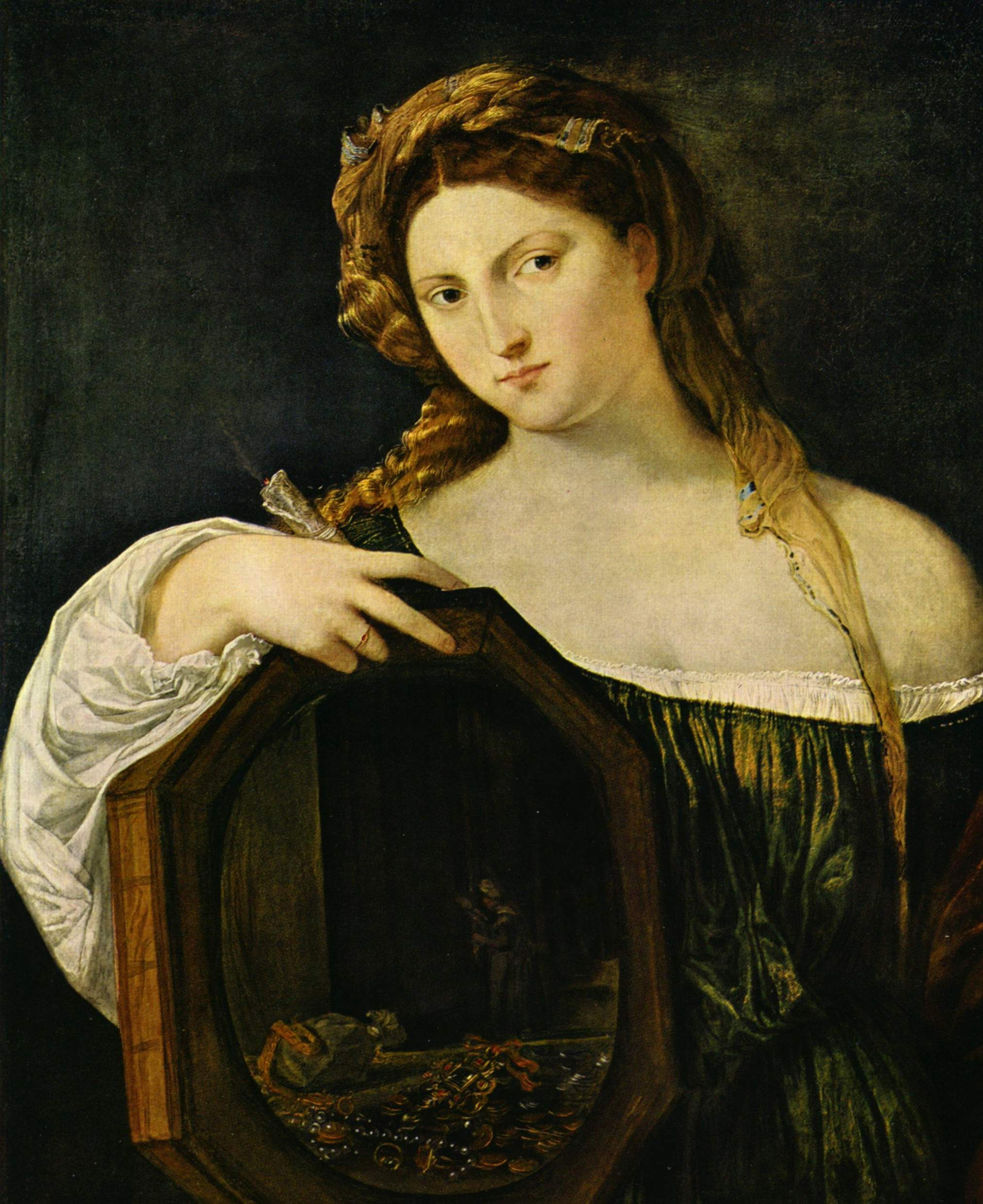
Tizian, Fåfänga (cirka 1515), Alte Pinakothek.
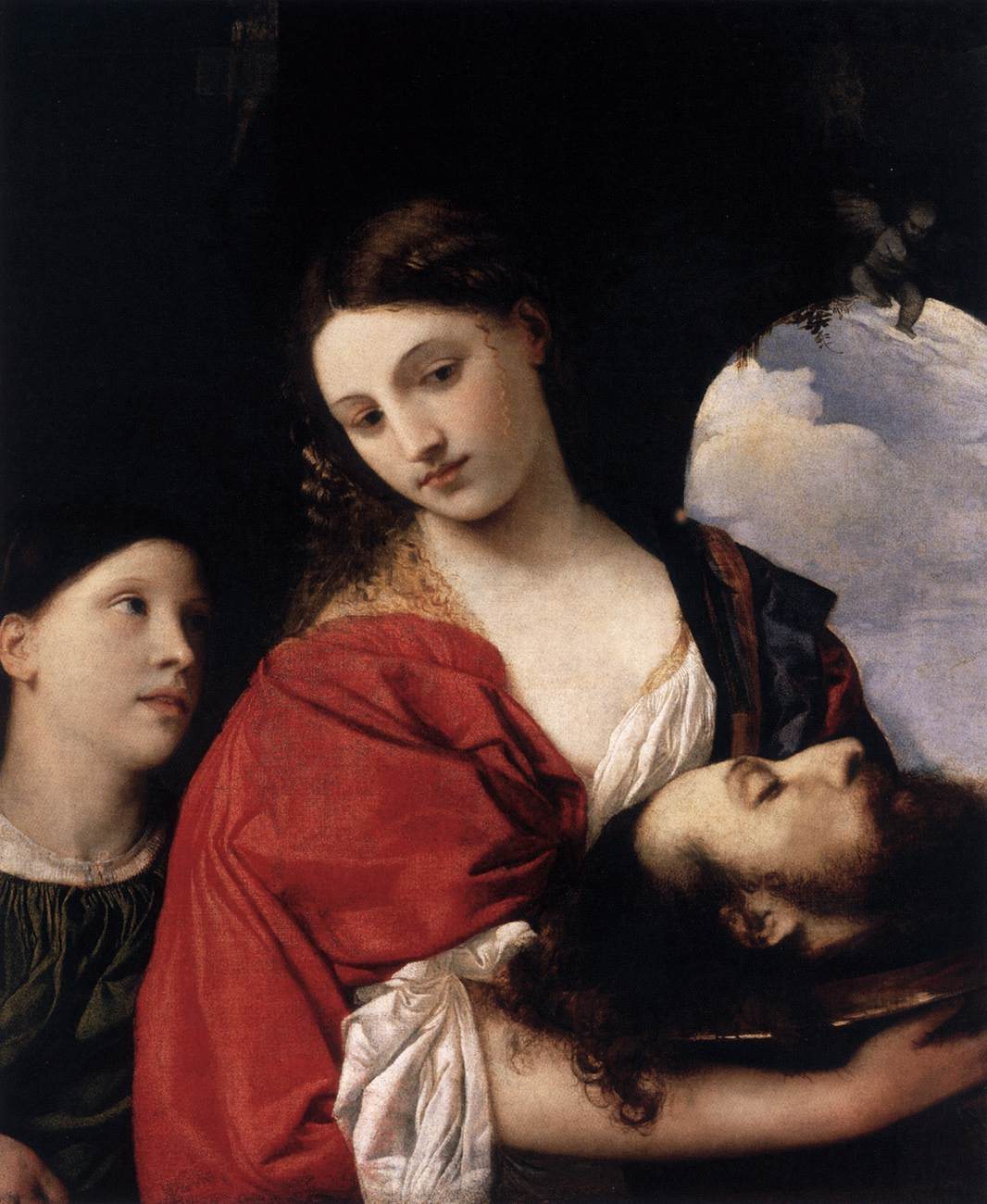
Tizian, Salome (cirka 1515), Galleria Doria Pamphilj.
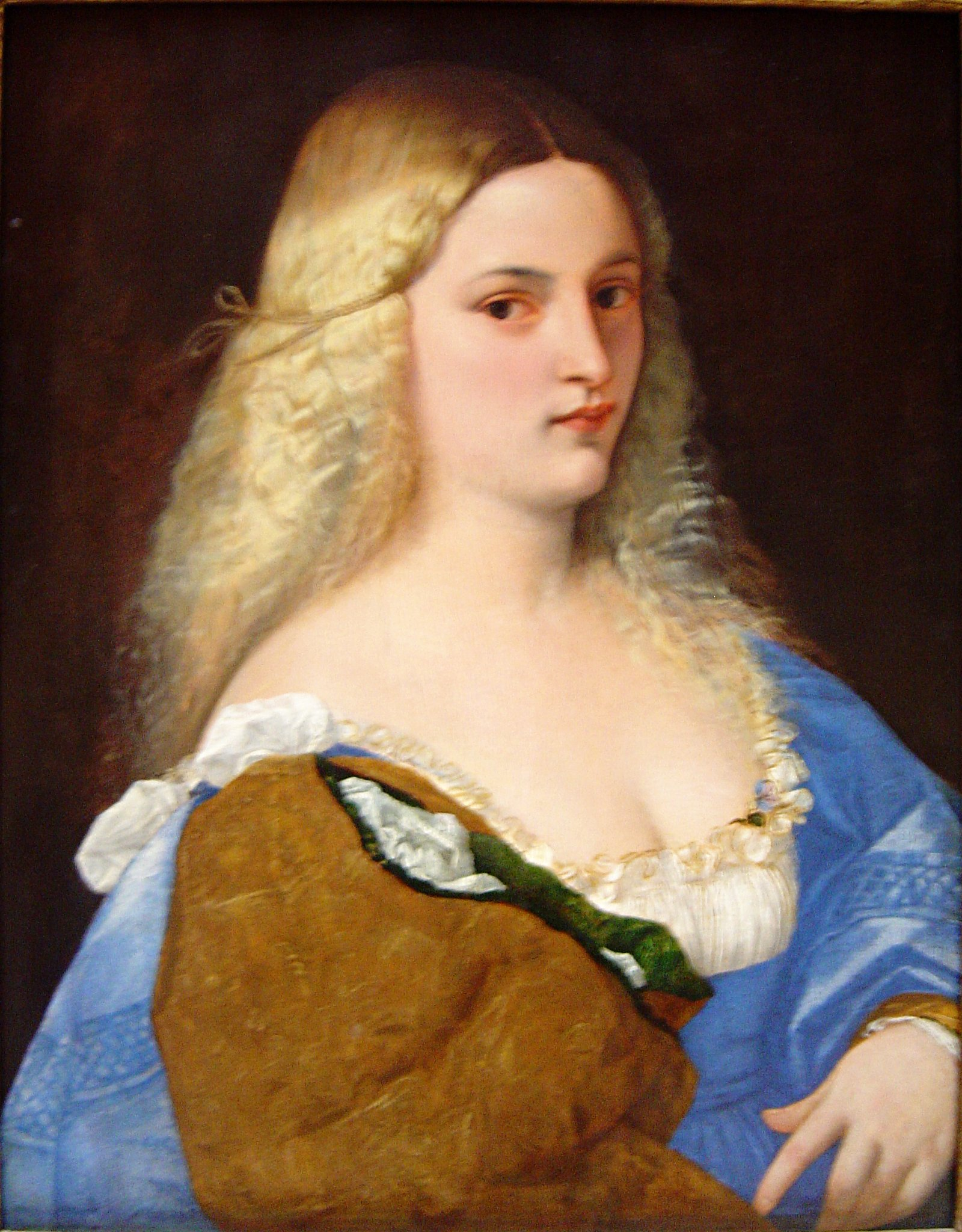
Tizian, Violante (cirka 1515), Kunsthistorisches Museum.
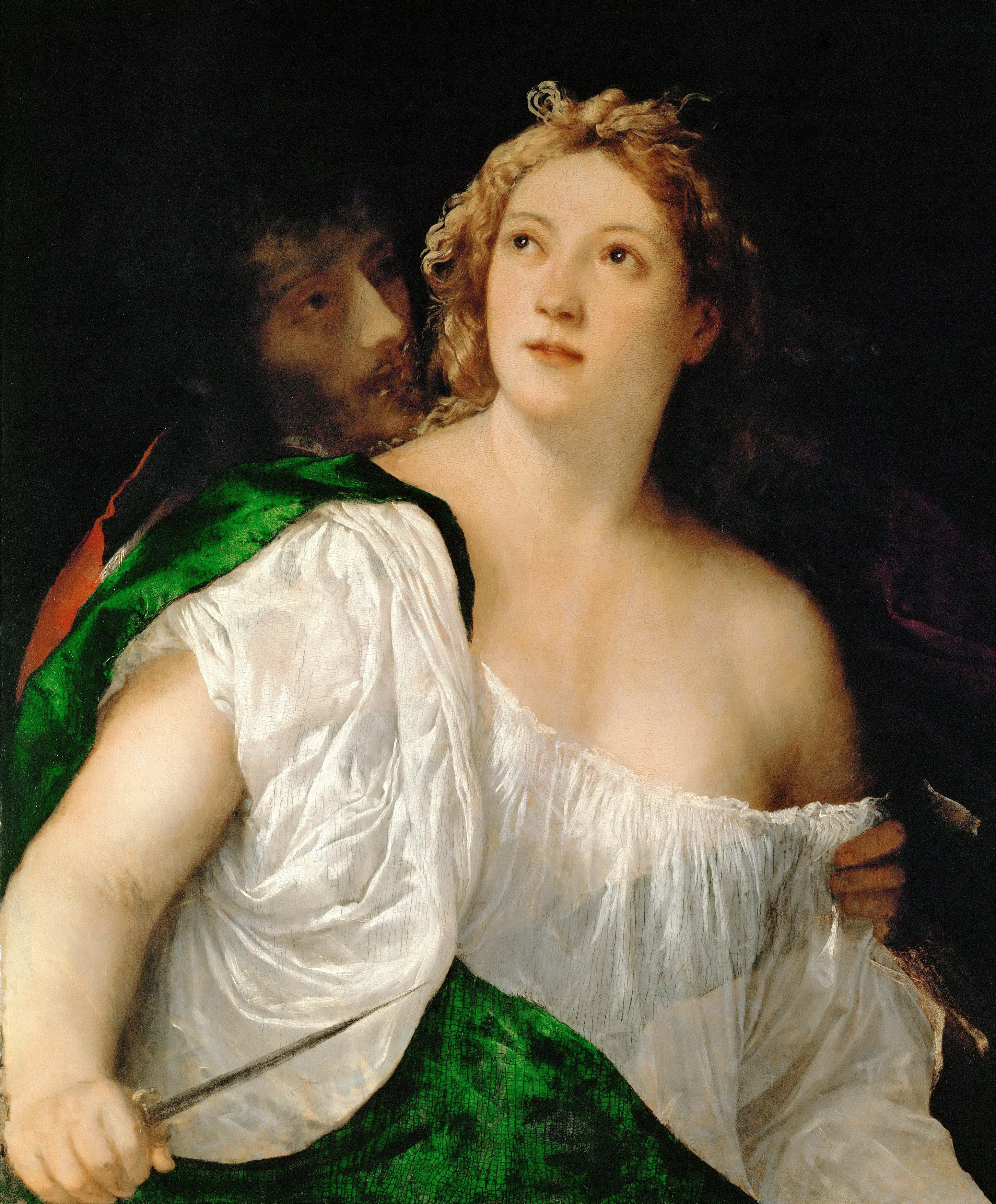
Tizian, Lucretia och hennes make Lucius Tarquinius Collatinus (cirka 1515), Kunsthistorisches Museum.
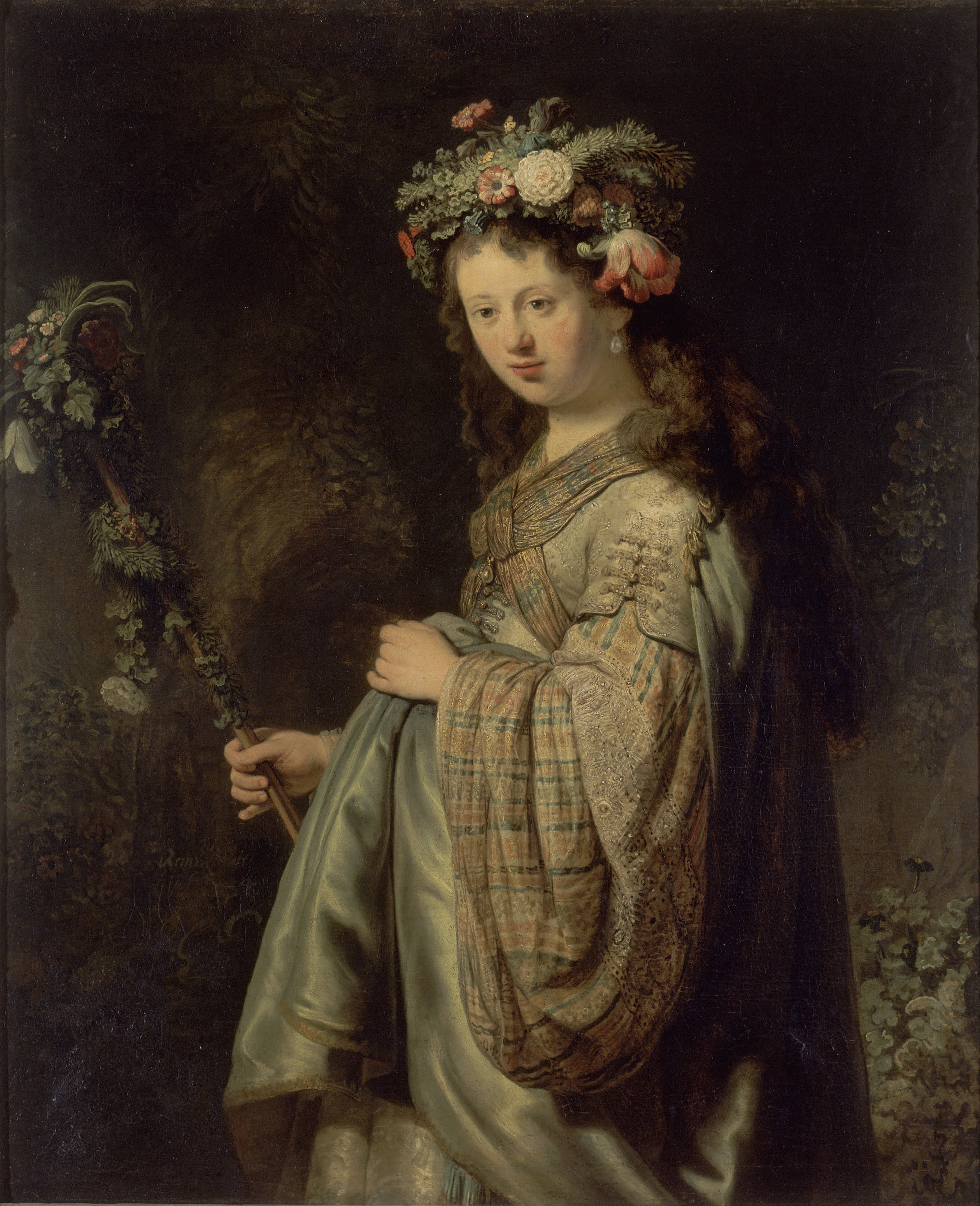
Rembrandt, Flora (1634), Eremitaget.